# 路易斯·博罗托
路易斯·博罗托·希门尼斯（西班牙語：Luis Borroto，1982年8月24日—），生于大萨瓜，古巴棒球运动员。他曾代表古巴国家队参加2004年夏季奥林匹克运动会棒球比赛，获得一枚金牌。